# Belle Haven (condado de Accomack, Virginia)
Belle Haven es un pueblo situado en el condado de Accomack, Virginia  (Estados Unidos). Según el censo de 2010 tenía una población de 532 habitantes.

## Demografía
Según el censo de 2010, Belle Haven tenía una población en la que el 73,5% eran blancos; el 20,7% afroamericanos; el 0,0% eran indios americanos y nativos de Alaska; el 0,0% eran asiáticos; el 0,0% hawaianos y otros isleños del Pacífico; el 4,7% de otra raza, y el 1,1% a partir de dos o más razas. El 6,6% del total de la población eran hispanos o latinos de cualquier raza.